# アルベール・ピゲ
アルベール・ピゲ（Albert G. Piguet、1914年 - 2000年）はスイスの時計師である。「史上初めて月面に到達した」ことで著名な腕時計である、初代「オメガ・スピードマスター」に搭載されたクロノグラフキャリバーを設計した時計技術者として知られる。

## 経歴
- 1914年 - スイスに生まれる。
- 1933年 - 入学したヴァレー・ド・ジュウ時計学校においてダブル・エスケープメント[1]直径38mmの懐中時計を2-3個製作[2]した。卒業後はレマニア（現ヌーベル・レマニア）に入社した。
- 1940年 - オメガの注文によりキャリバー27CHROC12[3]を設計、後キャリバー2310と改名され、オメガではキャリバー321として量産された。
- 1967年 - キャリバー321のコラムウィールをカムに置換し振動数を18000回/時から21600回/時へ変更してキャリバー861を開発した。
- 1977年 - ヴァレー・ド・ジュウ時計学校の理事長に就任。
- 1980年 - ヴァレー・ド・ジュウ時計学校の理事長を退職。